# Genio civile
Il genio civile è un organo statale periferico, con compito di controllo, monitoraggio e sovrintendenza sulle opere pubbliche, a livello periferico e locale.
L'origine di questo ente pubblico viene principalmente collocata da ricercarsi nella Francia del XVIII secolo, durante il regno di Luigi XIV, in principio istituito come corpo militare.

## Nel mondo

### Francia
Nel 1669 il grande ministro Colbert istituì un corpo di commissaires des ponts et chaussées ("commissari ai ponti e alle strade") che fu incaricato di costruire un certo numero di ponti, nonché degli argini per porre riparo alle piene della Loira e anche vari moli nei porti. Nel periodo in cui fu al potere Colbert aumentò di trenta volte il bilancio dei ponts et chaussées, che passò da 22.000 lire tornesi nel 1662 a 623.000 lire nel 1671.
Il corps des ingénieurs des ponts et chaussées ("corpo degli ingegneri dei ponti e delle strade") fu fondato nel 1716 dal reggente Filippo II di Borbone-Orléans per realizzare una rete di strade statali in Francia. Il reclutamento degli ingegneri fu assicurato dall'istituzione nel 1747 dell'École des ponts et chaussées, che peraltro prese questo nome nel 1760.
Nel corso del XIX secolo le funzioni del corpo si allargarono: la regolazione dei fiumi, la costruzione di canali, i lavori portuali. Il corpo divenne il maggior responsabile dei lavori pubblici. Nello stesso secolo la nascita dell'industria ebbe un forte impatto sui trasporti: strade, opere idrauliche e ferrovie. L'École nationale des ponts et chaussées divenne una scuola di specialità dell'École polytechnique.
Durante il XX secolo apparvero nuove sfide tecniche, come lo sviluppo dell'automobile (tracciati stradali, coperture stradali), opere in cemento armato o precompresso. Il corpo degli ingegneri è responsabile anche dell'urbanizzazione, attraverso il ministero dei lavori pubblici, poi dal 1966 del ministero delle infrastrutture (Équipement): sistemazione del territorio, politica autostradale, grandi infrastrutture portuali, insediamenti turistici. La prevalenza di ingegneri des Ponts et Chaussées, tradizionalmente favorevoli al cemento, nelle strutture tecniche e amministrative francesi dopo il 1940, portò alla generalizzazione dell'uso del cemento armato prefabbricato nell'edilizia popolare come si profilò dal 1945 al 1953.

### Italia
In Italia venne introdotto nel Regno di Sardegna da Vittorio Emanuele I, con la denominazione di Corpo reale del genio civile. Il nuovo corpo rimase sottoposto al Ministero della Guerra e Marina fino al 1918, anno in cui passò sotto la direzione del Ministero dell'interno; nel 1959 fu aggregato al Ministero dei lavori pubblici.
Con l'unità d'Italia, venne riformato con legge 5 luglio 1882, n. 874, che attribuì ad esso la struttura che sostanzialmente ha mantenuto finora. Il regio decreto 3 settembre 1906, n. 522, ne precisò invece le funzioni. Vi lavorò come funzionario anche il poeta Salvatore Quasimodo.
Le competenze del genio furono oggetto nel corso degli anni di un processo di decentramento amministrativo, infatti nel 1945 furono istituiti provvisoriamente i Provveditorati regionali alle opere pubbliche a cui vennero demandati la gestione tecnica, amministrativa ed economica dei lavori e dei servizi di competenza del Ministero dei lavori pubblici. Tale decentramento fu definitivamente sancito dal decreto del Presidente della Repubblica 30 giugno 1955, n. 1534.
Con l'istituzione delle Regioni, le competenze del genio civile furono trasferite a tali enti (con i decreti del Presidente della repubblica 15 gennaio 1972, n. 8 e 24 luglio 1977, n. 616).

#### Struttura

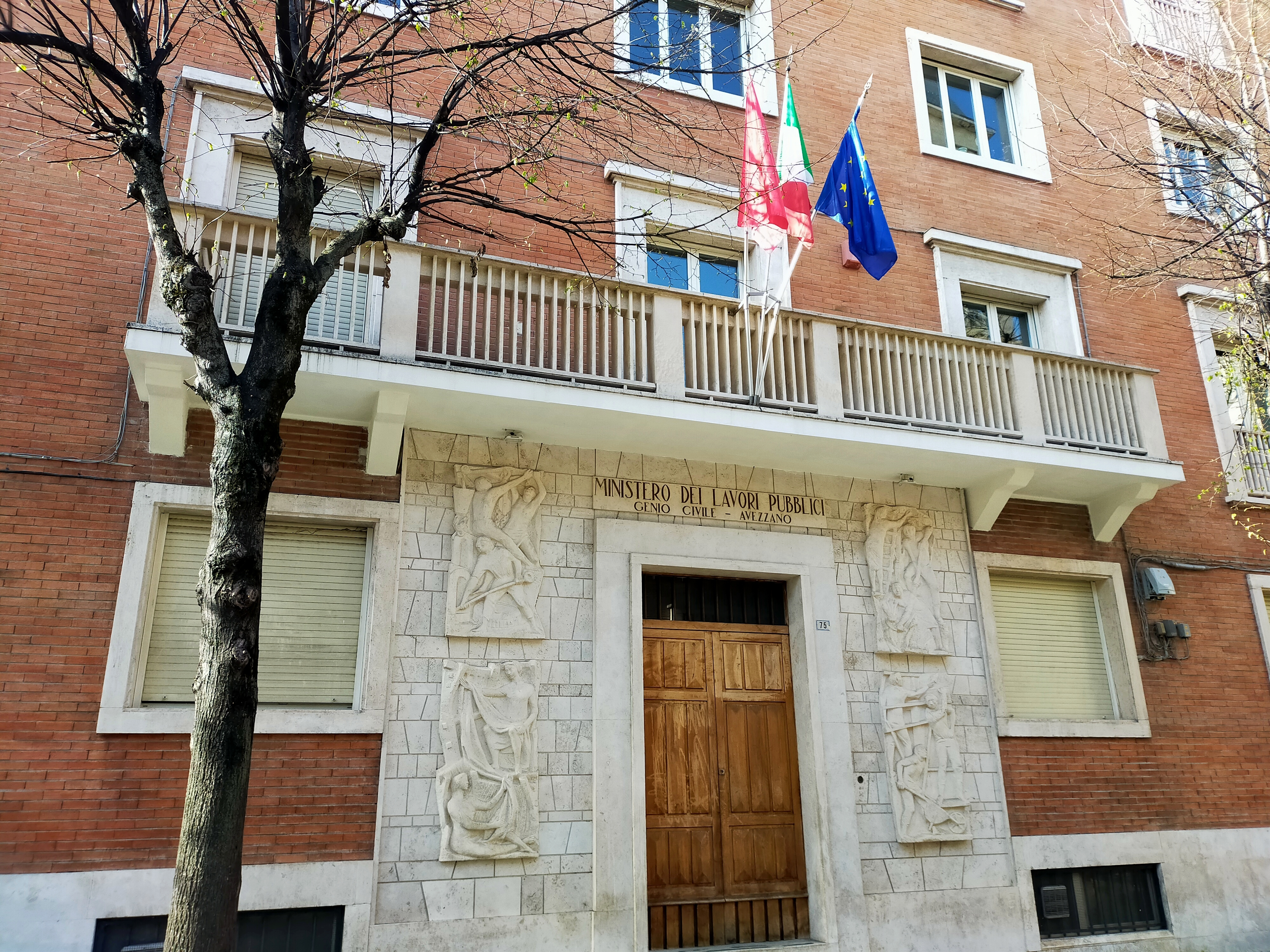
La sede di Avezzano istituita dopo il terremoto del 1915

Attualmente il genio civile è un organo periferico regionale su base provinciale, che assicura, sotto il controllo dello stesso, tutte le funzioni riguardanti l'esecuzione delle opere pubbliche. In alcune regioni il genio civile è stato chiuso e le sue funzioni sono state assorbite da altri enti come nel caso della Sardegna e della Lombardia.
Gli uffici del genio civile si dividono in: ordinari a servizio generale e speciali.
- Uffici ordinari a servizio generale: agiscono nell'ambito della circoscrizione provinciale e svolgono la loro attività nei limiti di questa circoscrizione.
- Uffici speciali: istituiti eccezionalmente, qualora occorra sottrarre specifici servizi alla competenza degli uffici ordinari (ad esempio l'Ufficio del Po).

Gli uffici ordinari hanno sede in ogni capoluogo di provincia; ad essi sono affidati tutti i servizi previsti dalla legge e corrispondenti alla circoscrizione territoriale loro assegnata, rimanendo esclusa ogni competenza riservata agli uffici speciali.
Sia per i servizi ordinari che per quelli speciali possono essere istituite sezioni autonome anziché uffici.
Restano alle dirette dipendenze del Ministero delle Infrastrutture e dei Trasporti gli uffici speciali per le opere di edilizia statale e per quelle idrauliche e marittime.

#### Competenze
Le attività di competenza svolte dal genio civile sono eminentemente di natura tecnica ed esecutiva, in generale; gli ambiti di competenza sono:
- progettazione dei lavori dello Stato ovvero eseguiti con il suo contributo o concorso; nell'ambito della propria circoscrizione amministrativa, il genio esercita al riguardo anche la direzione, la sorveglianza e la contabilizzazione delle opere pubbliche realizzate;
- esecuzione di prestazioni, esercitate in qualità di organo tecnico dello Stato operante nelle province, per conto di altre amministrazioni o enti pubblici. In quest'ambito per esempio spesso il genio ha collaborato e collabora con le prefetture;
- espressione di pareri sull'attività di competenza di uffici di altre amministrazioni, per le quali sia manifesta l'esigenza di una valutazione tecnica approfondita e circostanziata;
- cura delle pratiche di istruzione dei procedimenti di espropriazione per pubblica utilità, di derivazione ed utilizzazione di acque pubbliche, di concessione di contributi per danni di guerra e per danni derivanti da altre calamità come alluvioni o terremoti.